# Rian Johnson
Pour les articles homonymes, voir Johnson.
Rian Johnson, né le 17 décembre 1973 à Silver Spring (Maryland), est un scénariste et réalisateur américain.
Il se fait remarquer dans les années 2000 et 2010 avec des films dont il signe aussi bien le scénario que la réalisation. Brick, son premier long métrage, est récompensé en 2005 par le prix spécial du jury au festival de Sundance, et le film d'anticipation Looper (2012) est plusieurs fois distingué pour son scénario. Johnson travaille aussi pour la télévision et dirige notamment trois épisodes de la série Breaking Bad entre 2010 et 2013.
Sa carrière s'oriente à la fin des années 2010  vers des films aux moyens plus importants, quand il devient le scénariste et le réalisateur de Star Wars, épisode VIII : Les Derniers Jedi (2017), et qu'il enchaîne le film policier À couteaux tirés (2019) qui donne naissance à une saga.
Johnson a été nommé à deux reprises à l'Oscar du meilleur scénario, pour À couteaux tirés puis pour sa suite Glass Onion.

## Biographie

### Jeunesse et formation
Né à Silver Spring dans le Maryland, Rian Johnson grandit à San Clemente en Californie. Il commence à filmer lorsque son père lui offre sa première caméra vidéo. Il étudie à l'école de cinéma de l'université de Californie du Sud (USC School of Cinematic Arts), dont il sort diplômé en 1996.

### Carrière
Après sa sortie de l'école, Rian Johnson travaille durant plusieurs années sur le scénario de ce qui devient son premier long métrage. Dans le même temps, il est employé par une école pour jeunes enfants sourds, puis par la chaîne Disney Channel. Il réalise également des courts-métrages. Johnson travaille en tant que monteur sur May, un film d'horreur de Lucky McKee, sorti en 2002.
Sa famille et ses amis l'aident à rassembler la somme de 450 000 dollars afin de financer son premier film. L'étroitesse du budget le décide à tourner Brick dans sa ville natale. Son ancienne école sert de décor. Bien que son scénario, jugé trop atypique pour une première œuvre, ait été rejeté par différents studios, les critiques sont très positives. Il décroche le prix spécial du jury au festival de Sundance en 2005. Rian Johnson écrit réalise son second long métrage, Une arnaque presque parfaite (The Brothers Bloom), sorti en 2009,.
Il travaille ensuite pour la télévision : entre 2010 et 2013, il réalise trois épisodes de la série télévisée américaine Breaking Bad, dont Seul au monde (Ozymandias), l'antépénultième épisode de la cinquième et dernière saison, souvent considéré comme le meilleur épisode de la série, voire parfois comme le meilleur épisode toutes séries télévisées confondues,,,,.
En 2012, il écrit et réalise le film de science-fiction Looper, dans lequel il dirige à nouveau Joseph Gordon-Levitt. Ce dernier incarne une version jeune de Bruce Willis. En juin 2014, il est choisi par les studios Disney et LucasFilm pour réaliser le huitième épisode de la saga Star Wars. En novembre 2017, la Walt Disney Company annonce que Rian Johnson supervisera une nouvelle trilogie Star Wars,.
Finalement son film suivant est À couteaux tirés, un film à énigme hommage aux films whodunit. Sorti en 2019, le film réunit une distribution impressionnante : Daniel Craig, Chris Evans, Michael Shannon, Don Johnson, Jamie Lee Curtis, Christopher Plummer ou encore Toni Collette. Une suite est rapidement annoncée. Netflix acquiert alors les droits pour 450 millions de dollars et commande à Rian Johnson deux suites de À couteaux tirés, ce qui en fait l'arrangement le plus cher de l'histoire des plateformes de streaming. Le contrat stipule que Rian Johnson devra réaliser les deux films et surtout que Daniel Craig devra reprendre son rôle de Benoit Blanc dans les deux suites. Là encore, il rassemble de nombreux acteurs autour de Daniel Craig : Dave Bautista, Edward Norton, Kathryn Hahn et la chanteuse Janelle Monáe. Présenté au festival international du film de Toronto 2022, Glass Onion : Une histoire à couteaux tirés, sort sur Netflix fin 2022.
Il poursuit la saga À couteaux tirés avec Wake Up Dead Man: A Knives Out Mystery, prévu sur Netflix en 2025.

### Autres activités
Le frère aîné de Rian, Aaron Johnson, est producteur de musique. Leur cousin Nathan Johnson a composé la bande originale de tous les films de Rian à l'exception de l'épisode 8 de Star Wars (composé par John Williams) ; Nathan forme avec Rian un groupe de musique folk appelé The Preserves.

## Filmographie

### Cinéma

#### Comme réalisateur et scénariste
- 1996 : Evil Demon Golfball from Hell!!! (court-métrage de fin d'études)
- 2002 : The Psychology of Dream Analysis
- 2005 : Brick
- 2008 : Une arnaque presque parfaite (The Brothers Bloom)
- 2012 : Looper
- 2017 : Star Wars, épisode VIII : Les Derniers Jedi (Star Wars Episode VIII: The Last Jedi)
- 2019 : À couteaux tirés (Knives Out)
- 2022 : Glass Onion : Une histoire à couteaux tirés (Glass Onion: A Knives Out Mystery)
- 2025 : Wake Up Dead Man : A Knives Out Mystery

#### Comme acteur
- 2016 : Rogue One: A Star Wars Story de Gareth Edwards : un technicien de l'Étoile de la Mort (caméo)

#### Comme producteur
- 2023 : American Fiction de Cord Jefferson

### Télévision
- 2010 : Breaking Bad (S03E10 - La Mouche, uniquement réalisateur)
- 2010 : Terriers (S01E05 - L'Entourloupe)
- 2012 : Breaking Bad (S05E04 - Cinquante et un, uniquement réalisateur)
- 2013 : Breaking Bad (S05E14 - Seul au monde, uniquement réalisateur)
- 2014 : HitRecord on TV (en) (épisode RE: Trash)
- 2015 : BoJack Horseman (voix, épisodes La Secte de l'impro et La croisière s'amuse)
- 2023 : Poker Face (créateur)
- 2023 : Poker Face (S01E01 - Faites vos jeux !, réalisateur et scénariste)
- 2023 : Poker Face (S01E02 - Le dernier garagiste honnête, uniquement réalisateur)
- 2023 : Poker Face (S01E09 - Une montagne de problèmes, uniquement réalisateur)
- 2023 : Poker Face (S01E10 - Revenir pour mieux repartir, uniquement scénariste)
- 2025 : Poker Face (S02E01 - The game is a foot, uniquement réalisateur)

## Box-Office
Note : Les recettes sont évaluer en dollars américain aux États-Unis et pour les recettes mondiale, et en nombre d'entrée en France.
| Film                                        | Budget        | Monde                                                   | États-Unis    | France             |
| ------------------------------------------- | ------------- | ------------------------------------------------------- | ------------- | ------------------ |
| Brick                                       | 475 000 $     | 3 947 579 $                                             | 2 075 743 $   | 24 558             |
| Une arnaque presque parfaite                | 20 000 000 $  | 5 530 764 $                                             | 3 519 627 $   | 39 559             |
| Looper                                      | 30 000 000 $  | 176 506 819 $                                           | 66 468 315 $  | 883 805            |
| Star Wars, épisode VIII : Les derniers Jedi | 317 000 000 $ | 1 334 407 706 $                                         | 620 181 382 $ | 7 076 549          |
| A couteaux tirés                            | 40 000 000 $  | 312 897 920 $                                           | 165 363 234 $ | 1 121 649          |
| Glass Onion : Une histoire à couteaux tirés | 40 000 000 $  | 13 280 000 $ (sortie en salle uniquement au États-Unis) | 13 280 000 $  | 0 (sortie Netflix) |
| Wake Up Dead Man : A Knives Out Mystery     |               |                                                         |               |                    |
| TOTAL                                       | 447 475 000 $ | 1 846 570 788 $                                         | 870 888 301 $ | 9 146 120          |

## Distinctions

### Récompenses
- Festival de Sundance 2005 : Prix spécial du jury pour Brick
- CFCA Award 2006 : réalisateur le plus prometteur pour Brick
- AFCA Award 2007 : meilleur premier film pour Brick
- National Board of Review Awards 2012 : Meilleur scénario original pour Looper
- Washington D.C. Area Film Critics Association Awards 2012 : Meilleur scénario original pour Looper
- Las Vegas Film Critics Society Awards 2012 : Meilleur scénario original pour Looper
- Austin Film Critics Association Awards 2012 : Meilleur scénario original pour Looper
- Florida Film Critics Circle Awards 2012 : Meilleur scénario original pour Looper
- Utah Film Critics Association Awards 2012 : Meilleur scénario original pour Looper
- Directors Guild of America Awards 2013 : Meilleur réalisateur de série télévisée dramatique pour Breaking Bad (S05E04 - Cinquante et un)

### Nominations
- Empire Awards 2007 : meilleur réalisateur pour l'Empire Award du meilleur espoir masculin
- Oscars 2020 : Meilleur scénario original pour À couteaux tirés
- Golden Globes 2023 : Meilleur film musical ou de comédie pour Glass Onion : Une histoire à couteaux tirés
- Oscars 2023 : Meilleur scénario adapté pour Glass Onion